# Echinodorus grandiflorus
Echinodorus grandiflorus är en svaltingväxtart som först beskrevs av Adelbert von Chamisso och Diederich Franz Leonhard von Schlechtendal, och fick sitt nu gällande namn av Marc Micheli. Echinodorus grandiflorus ingår i släktet Echinodorus och familjen svaltingväxter. Inga underarter finns listade.

## Bildgalleri

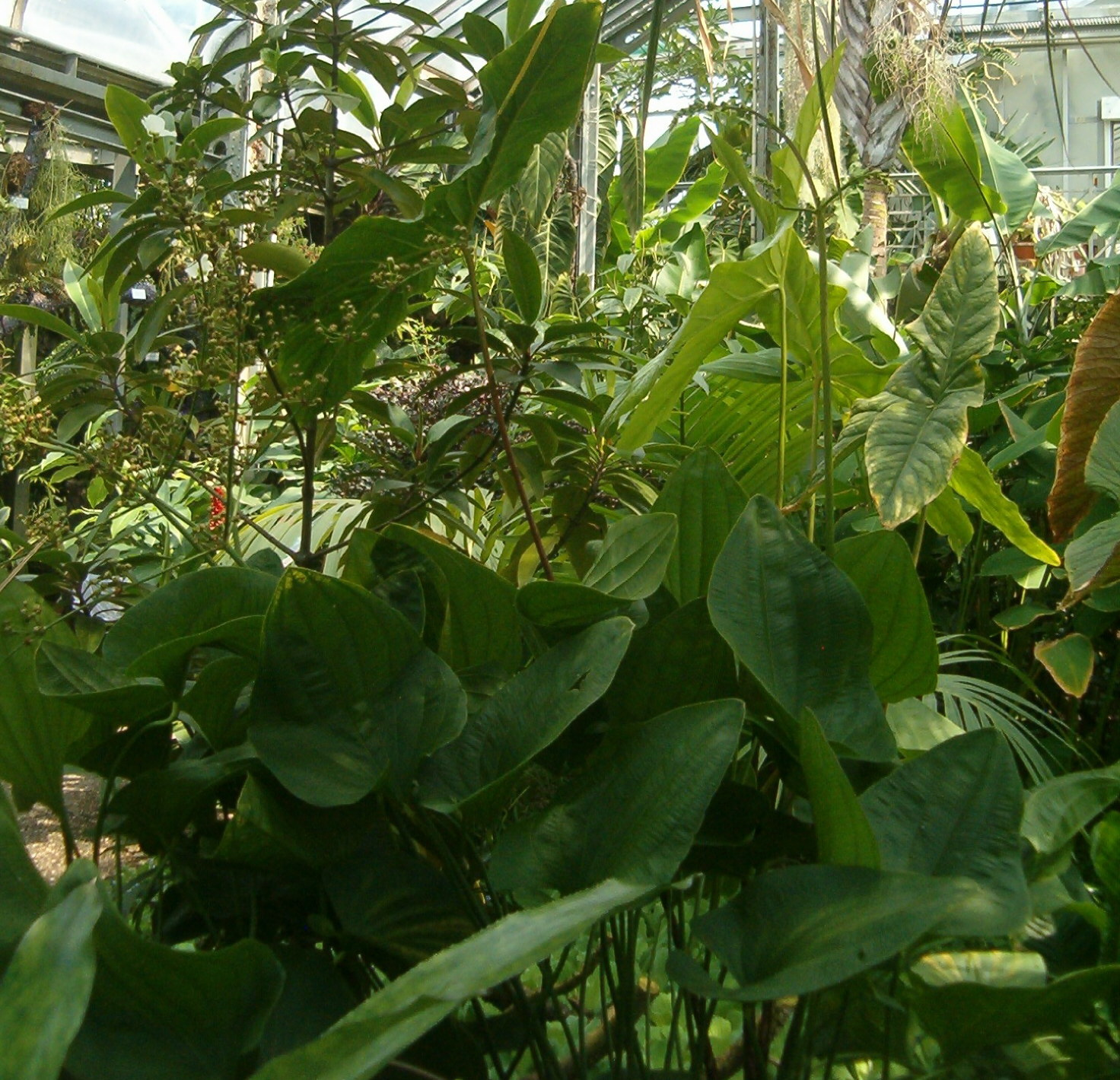
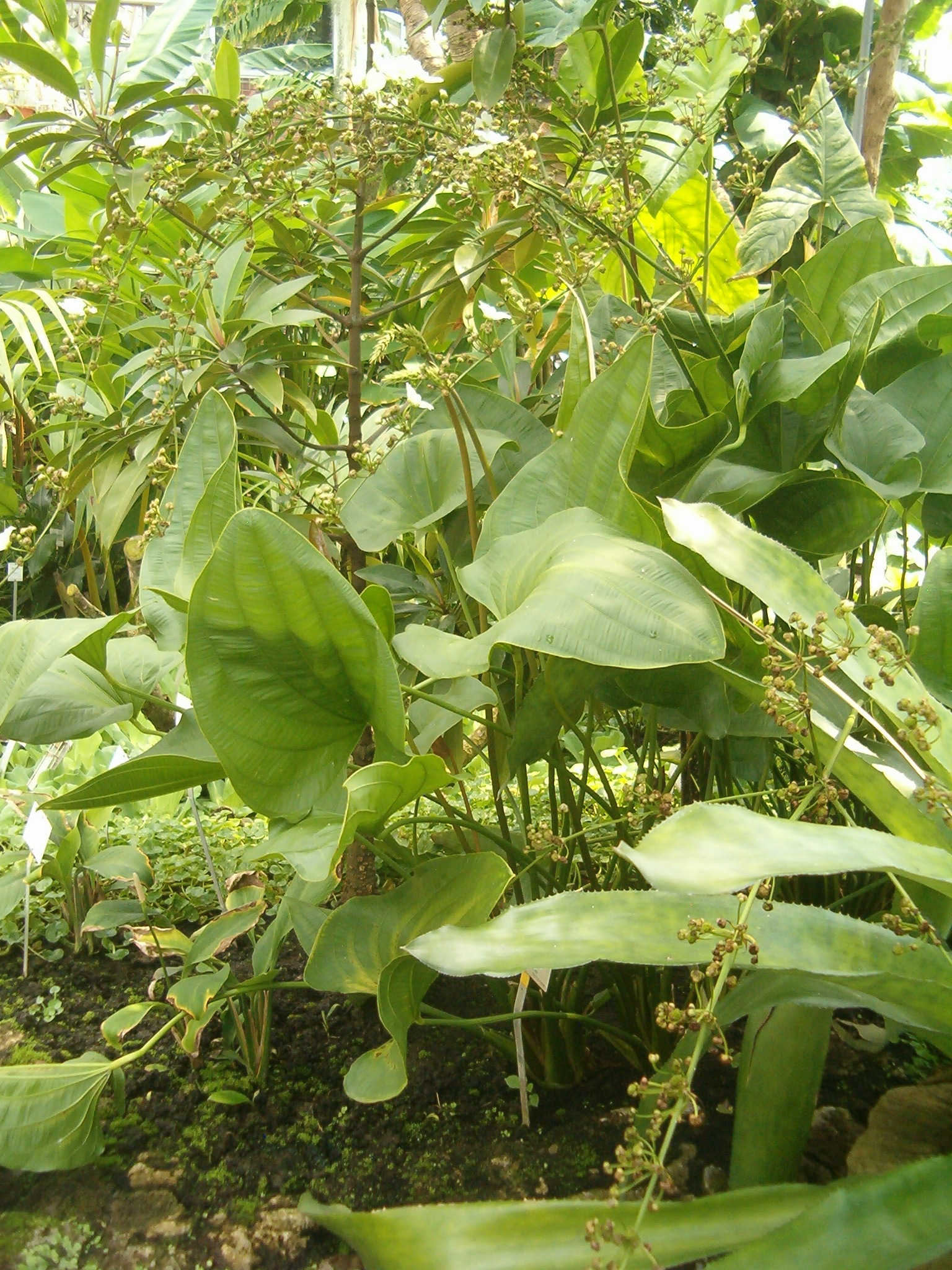
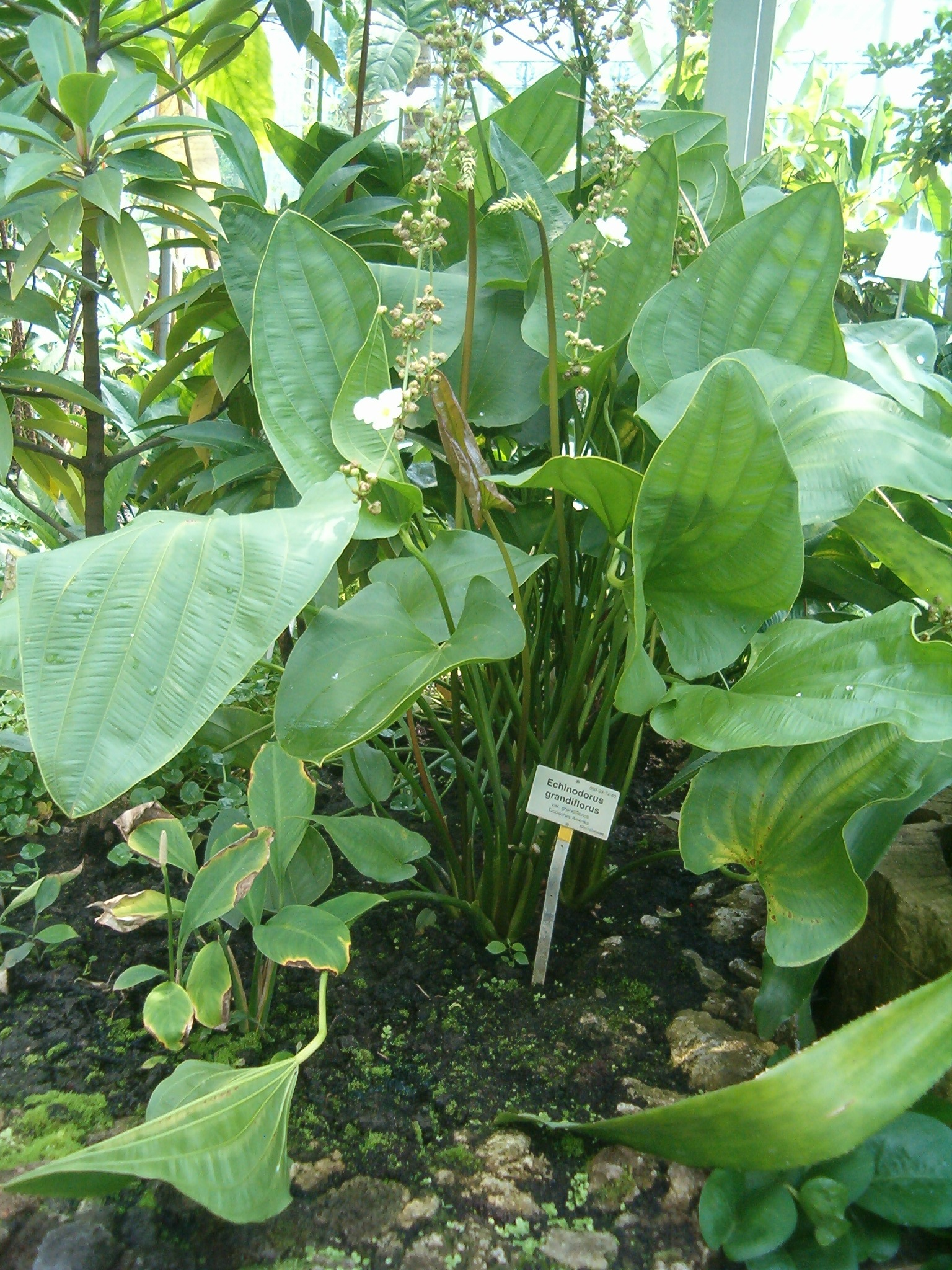
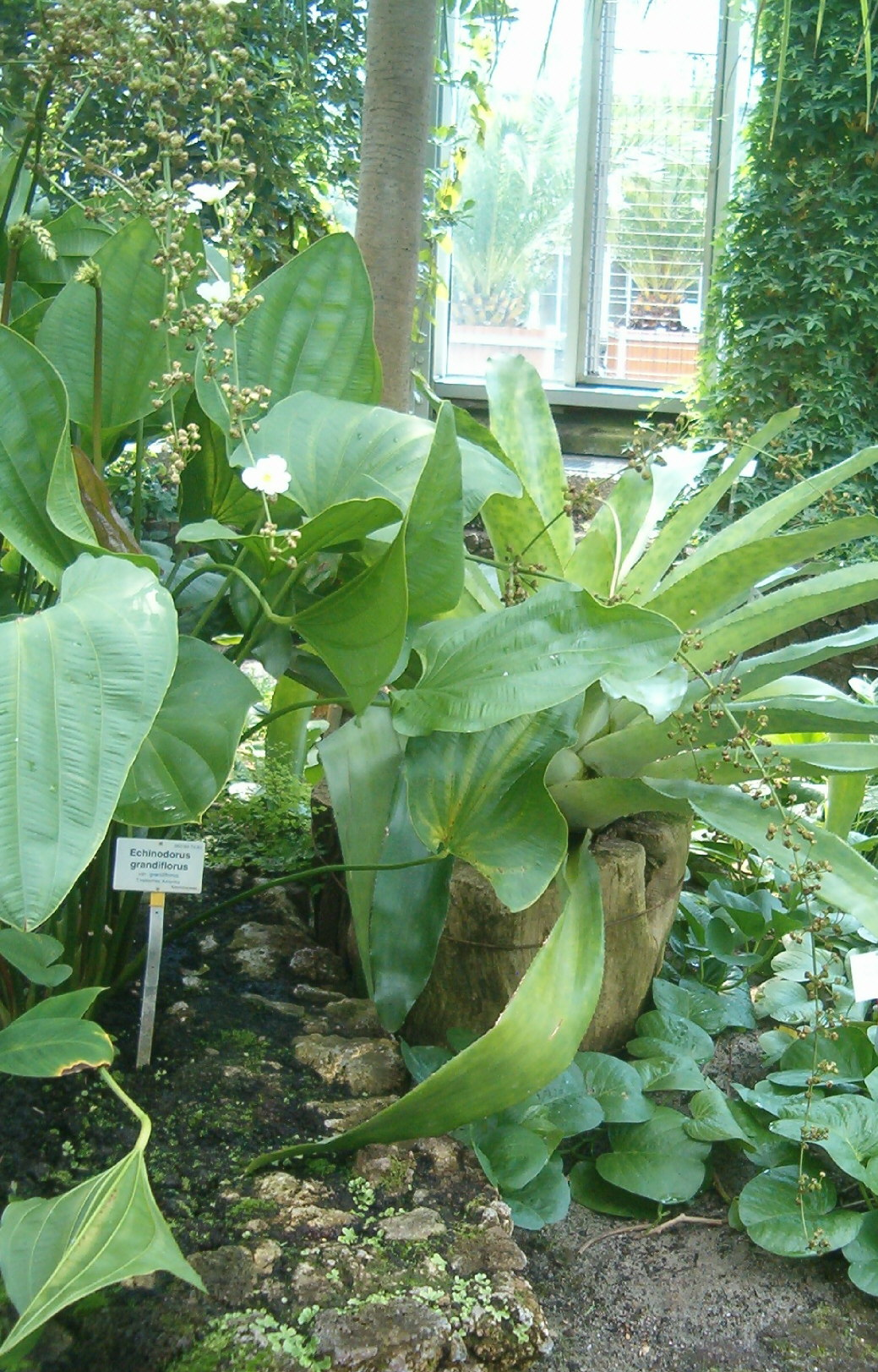
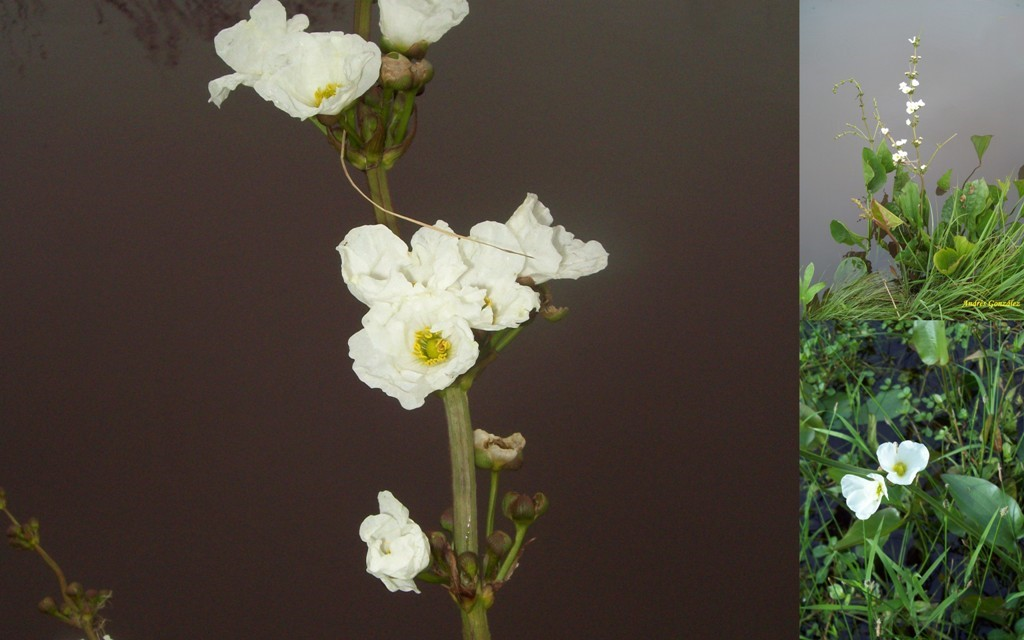
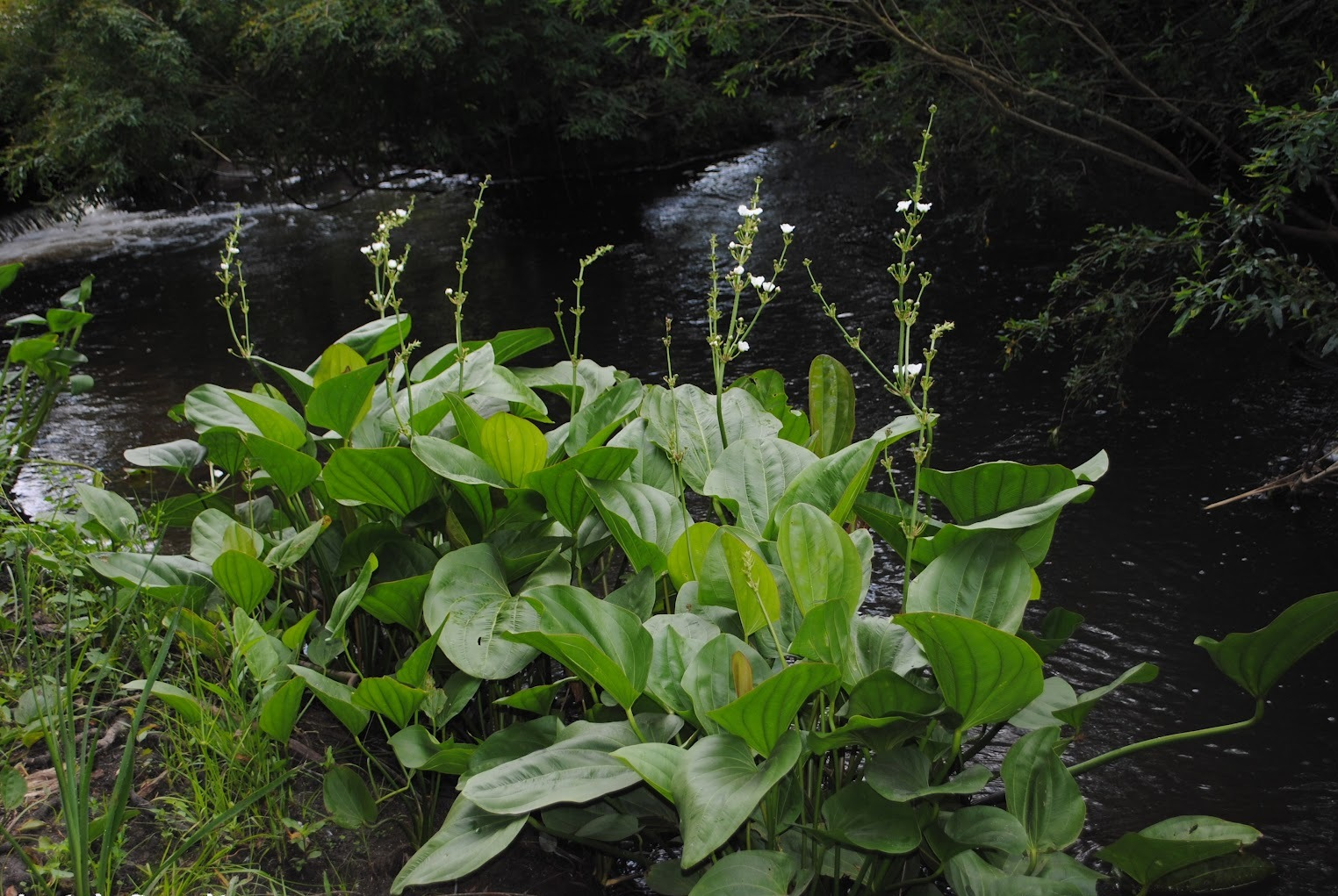